# Ecliptopera haplocrossa
Ecliptopera haplocrossa är en fjärilsart som beskrevs av Louis Beethoven Prout 1938. Ecliptopera haplocrossa ingår i släktet Ecliptopera och familjen mätare. Inga underarter finns listade i Catalogue of Life.